# コインブラの旧大聖堂

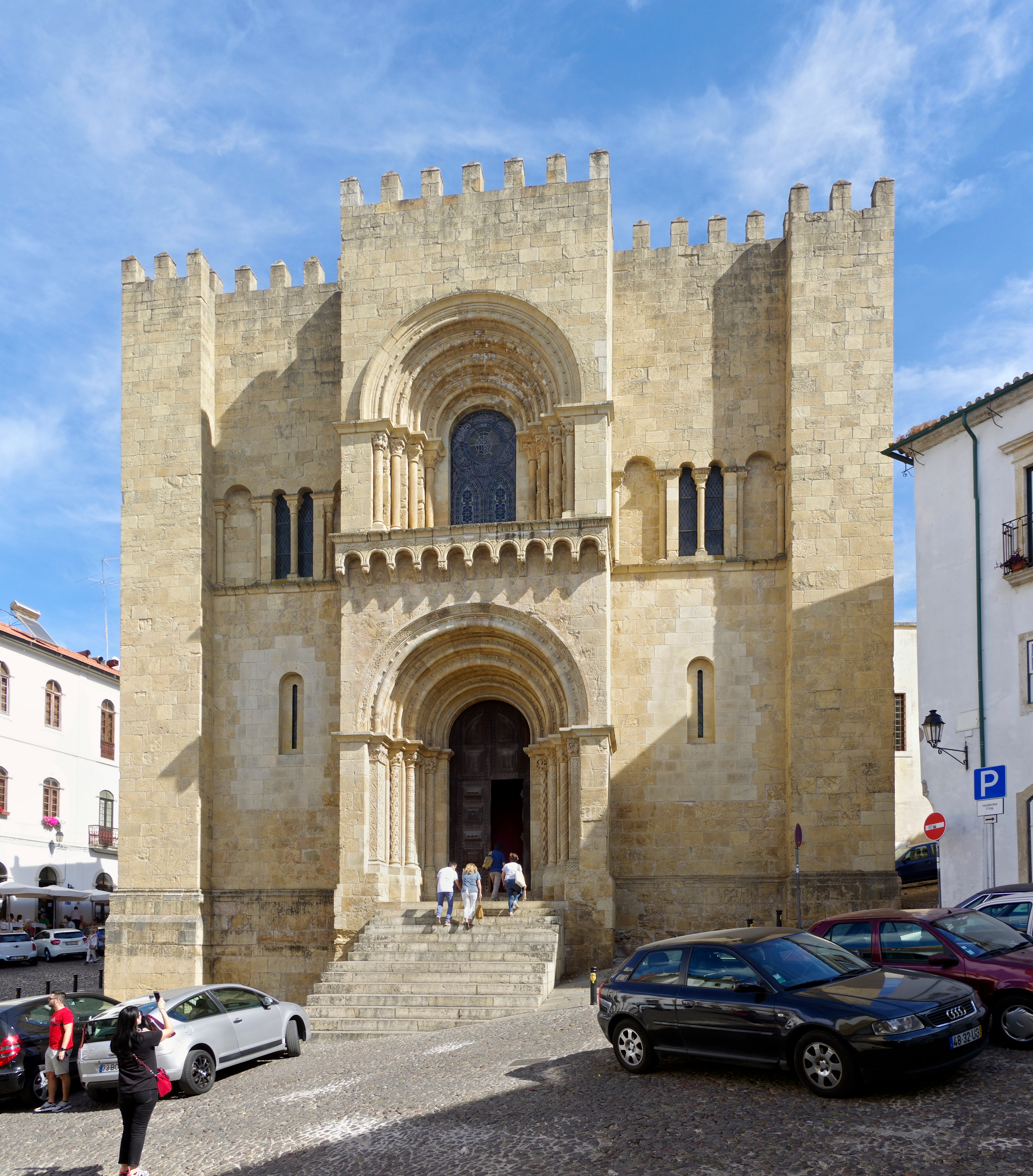
旧大聖堂の西ファサード

コインブラの旧大聖堂（Sé Velha de Coimbra）は、ポルトガルのコインブラにある、同国で最も重要なロマネスク様式の建築物の一つ。1139年のオーリッケの戦い後、ポルトゥカーレ伯アフォンソ・エンリケスが初代ポルトガル王アフォンソ1世として即位し、首都と定めたコインブラに建設された大聖堂である。初代コインブラ伯でモサラベ（アラブ領に住んでいたキリスト教徒）でもあったシスナンド・ダヴィデスはこの大聖堂に葬られた。

## 歴史
コインブラ（古代ローマ時代はアエミニウム）は、市から南へ約16キロメートル離れたコニンブリガが468年にスエビ族に侵略され、破壊された後にキリスト教司教座となった町である。コインブラの旧大聖堂以前にどのような聖堂が存在していたかは定かでないが、前代の建物はかなり傷んでいたようである。そこでアフォンソ1世はオーリッケの戦い後、新たな大聖堂建設に資金を提供することを決めた。司教ミゲル・サロマォンの資金援助によってこの大事業の遂行が決定的となり1162年ごろに着工された。大聖堂は1184年に一般に公開された
。1185年には2代目のポルトガル王となったサンシュ1世がこの大聖堂で戴冠していることから、このころには建設がかなり進んでいたと考えられる。基本的な建物の建設は1300年代前半で終わり、回廊の工事がアフォンソ2世治下の1218年に始められた。
ロマネスク様式の大聖堂建設計画は、当時リスボン大聖堂建設を指揮し、コインブラを定期的に訪れていたフランス人と思われる建築家ロベール（ロベール親方とも呼ばれた）によって進められた。現場の監督はやはりフランス人と思しきベルナール親方からポルト周辺の教会建設に携わったソエイロ親方に引き継がれた。
16世紀、大聖堂に対して数々の改造が実施された。礼拝堂では、本堂の壁と柱がタイルで覆われ、ファサード北側には、ポルタ・エスペシオーサと呼ばれる巨大な扉口が追加された。また、アプスの南側礼拝堂はルネサンス様式で建てなおされた。ただし、大聖堂の基礎的な建築構造はロマネスク様式のままである。1772年、ポンバル侯によるイエズス会追放の数年後、司教座は古い中世のこの大聖堂からマニエリスムのイエズス会派教会、コインブラの新大聖堂へ移された。

## 建築
コインブラの旧大聖堂は、レコンキスタ時代からほぼそのまま現在まで残る唯一のロマネスク建築である。ポルト大聖堂、ブラガ大聖堂、リスボン大聖堂など他都市のものは後世に大きく手が入れられている。

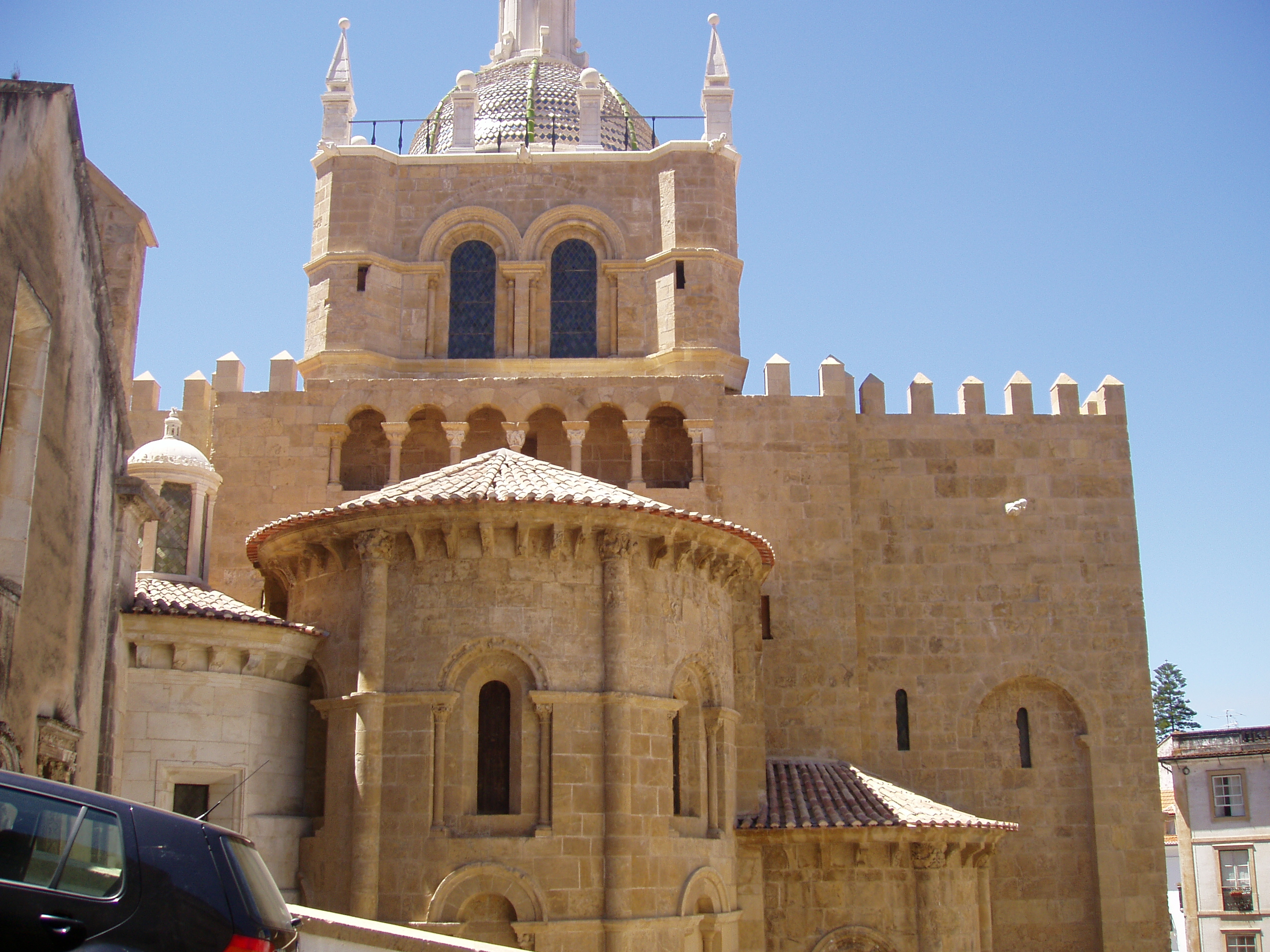
東ファサード

### 外観
外から眺めると、旧大聖堂は狭い窓と銃眼付き胸壁をもち高さがあるため、小さな要塞に似た姿である。これは、ムーア人と交戦中の時代に建てられたことを意味している。西ファサードの中ほどに扉口と、扉口に似た窓を上部に持つ塔のような建物がある。扉口も窓もどっしりとした、アラビア風・ロマネスク前派の影響を受けたモチーフで飾られている。大聖堂は丘を下る場所に建てられているため、ファサードは角の厚い控え壁で補強されている。
北ファサードには、ポルタ・エスペシオーサと呼ばれるルネサンス様式の扉口があり、腐食が進んでいるものの、見る者の目を惹く。この3階建の扉口は1530年代にフランス人彫刻家ジャン・ド・ルーアンにより建てられた。東側には半円形アプスを有する三つ葉型の放射礼拝堂を見ることができる。南側礼拝堂はルネサンス様式で再建されているが、主礼拝堂と北側礼拝堂はロマネスク様式のままである。翼廊交差部の上部は細部にバロック要素を持つロマネスク様式のドームがある。

### 内装
聖堂内部は2つの側廊を持つ身廊と小型の翼廊からなっている。東側のアプスは三つ葉型の礼拝堂がある。身廊は半円筒天井（トンネルヴォールト）に覆われている。身廊は上階に広々としたトリフォリウムがある。内部の全ての円柱には柱頭装飾が施されており、主に野菜、動物、幾何学紋様のモチーフである。ランタン塔の窓と西ファサードの大きな窓は、大聖堂内に自然光を取り入れる光源である。
アフォンソ2世治下の13世紀初頭に建てられた回廊はロマネスクからゴシック様式への過渡期の作である。中庭に面したゴシック様式の特徴を持つ尖頭アーチはそれぞれロマネスク様式の半円形アーチ2つを取り囲む。

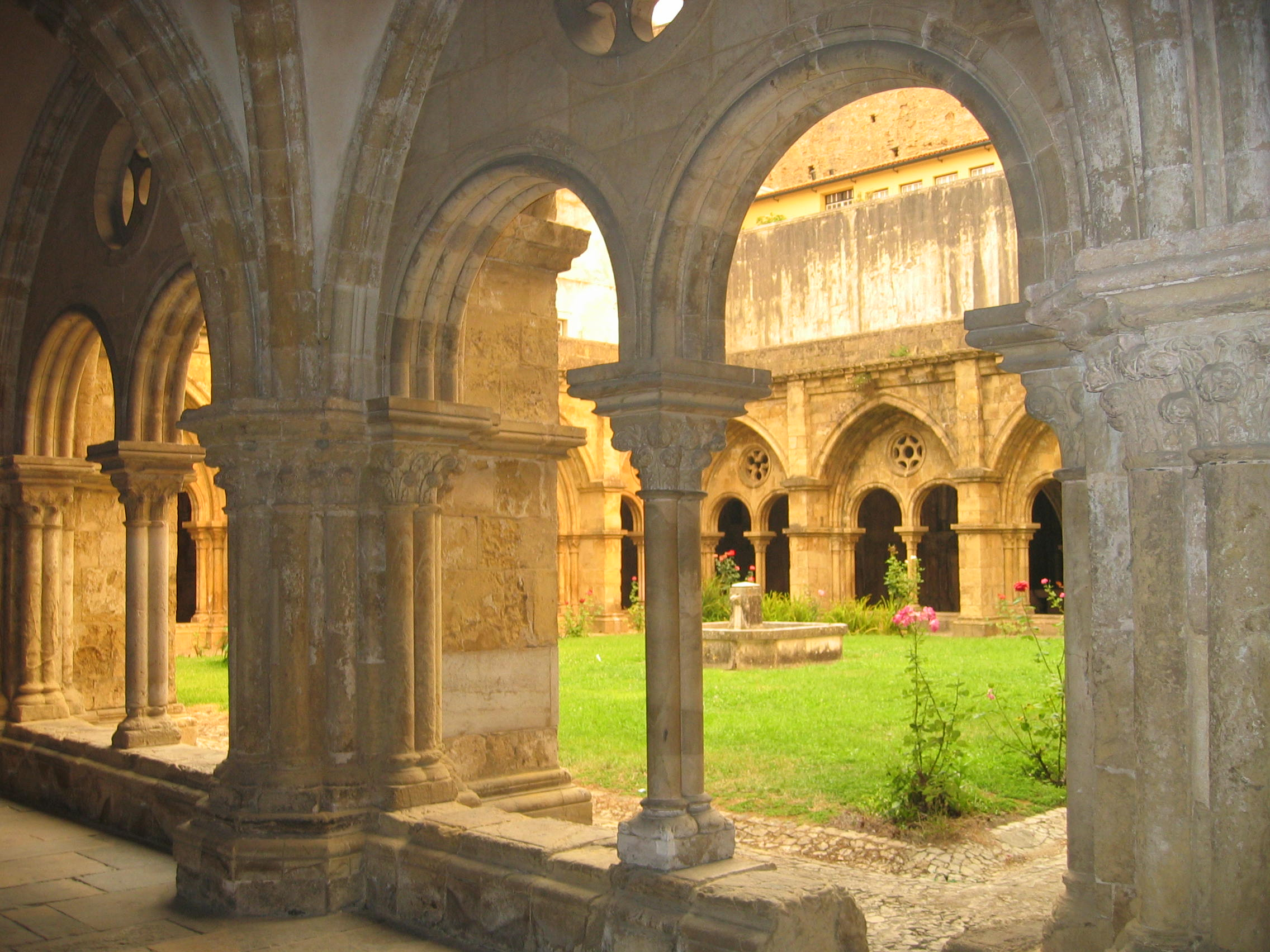
回廊

## 芸術

### 柱頭
ロマネスク様式の特徴が最もよく表れているのは柱頭に施されたおびただしい数の彫刻である。その数約380にのぼる彫刻群はポルトガル国内でも有数の規模である。彫刻群はロマネスク以前の様式やアラブ的性格の影響を受けており、モチーフとなっているの野菜や幾何学紋様が主であるが、中には対面するケンタウルスや四足獣、鳥類の彫刻もある。人や聖書をモチーフとしたものはない。人物像の彫刻が存在しないのは、大聖堂の工事に関わっていた美術工の大半が12世紀にコインブラへ移住してきたモサラベであったためと思われる。モサラベの芸術家たちは、イスラム教の禁忌である偶像崇拝を避けて人間の姿を芸術に用いなかった。

### 墓
側廊沿いには、横たわる像を墓碑に持つゴシック時代（13世紀から14世紀）の墓が残されているが、浸食が激しいものもある。これらの中には、14世紀初頭にビザンツからポルトガルへ来てディニス1世妃となったイサベルと、同行して来た貴婦人ヴァタサ（Vataça または Betaça）の2人の墓がある。イザベルの墓には、ビザンティン帝国の象徴である『双頭の鷲』が飾られている。

### 16世紀
15世紀末から16世紀初めには、ジョルジェ・デ・アルメイダ司教が後援者となって大がかりな装飾が計画された。側廊の円柱と壁は、アラビア風の彩色幾何学紋様のセビーリャ製タイルで覆われた。のちほとんどが取り除かれたが、現在も入り口左の壁に特に多く残されている。このときに加えられた代表作としては、他に礼拝堂内祭壇背後の大きな木製の棚がある。この主礼拝堂の空間ほとんどを占める祭壇棚は、1498年から1502年にかけてフランドル人芸術家オリヴィエル・デ・ガンドとジャン・ディプレによって彫られたもので、フランボワイヤンゴシックの特徴が描かれた聖母マリアとキリストの生涯図に表れている。祭壇自体はロマネスク様式の台に載っている。
北礼拝堂（サン・ペドロ礼拝堂）は、フランス人彫刻家ニコラウ・シャンテレネによるルネサンス様式の祭壇を持つ。南礼拝堂は、全体が盛期ルネサンス様式で再建され、キリストと12使徒が描かれた壮麗な祭壇棚が置かれている。祭壇はジャン・ド・ルーアンの手による物で、1566年ごろに完成した。1530年代、このジャン・ド・ルーアンが北ファサードのポルタ・エスペシオーサを建てた。
翼廊にはゴシック＝ルネサンス様式の洗礼用聖水盆がある。これはサン・ジョアン・デ・アルメイダ教会から持ち込まれた。もともとコインブラ大聖堂にあったマヌエル様式の聖水盆は、現在コインブラの新大聖堂内にある。

## 関連文献
- Ecclesiological Society (1854). The Ecclesiologist (Vol.15). Cambridge Camden Society. pp. pp.112-114